# Mălăești (okręg Jassy)
Mălăești – wieś w Rumunii, w okręgu Jassy, w gminie Gropnița. W 2011 roku liczyła 422 mieszkańców.